# Asemesthes paynteri
Asemesthes paynteri är en spindelart som beskrevs av Tucker 1923. Asemesthes paynteri ingår i släktet Asemesthes och familjen plattbuksspindlar. Inga underarter finns listade i Catalogue of Life.